# Olympische Winterspiele 2006/Teilnehmer (Kanada)
| Gelbes Symbol für Goldmedaillen mit stilisierten Olympischen Ringen | Graues Symbol für Silbermedaillen mit stilisierten Olympischen Ringen | Braundes Symbol für Bronzemedaillen mit stilisierten Olympischen Ringen |
| ------------------------------------------------------------------- | --------------------------------------------------------------------- | ----------------------------------------------------------------------- |
| 7                                                                   | 10                                                                    | 7                                                                       |

Kanada nahm an den Olympischen Winterspielen 2006 im italienischen Turin teil und wurde vom Canadian Olympic Committee repräsentiert.
Als Ziel setzte man sich, unter die Top Drei im Medaillenspiegel zu kommen, da die Olympischen Winterspiele 2010 im eigenen Land stattfanden.

## Flaggenträger
Die Eishockeyspielerin Danielle Goyette trug die Flagge Kanadas während der Eröffnungsfeier, bei der Abschlussfeier wurde sie von der Eisschnellläuferin Cindy Klassen getragen.

## Teilnehmer nach Sportarten

### Biathlon
- Männer: Robin Clegg, Jean-Philippe Leguellec, David Leoni
- Frauen: Martine Albert, Sandra Keith, Zina Kocher, Marie-Pierre Parent

### Bob
- Männer: Morgan Alexander, David Bissett, Lascelles Brown, Nathan Cunningham, Serge Despres, Ken Kotyk, Steve Larsen, Florian Linder, Pierre Lueders
- Frauen: Jaime Cruickshank, Suzanne Gavine-Hlady, Heather Moyse, Kaillie Simundson (Ersatz), Helen Upperton

### Curling
- Frauen: Shannon Kleibrink, Amy Nixon, Glenys Bakker, Christine Keshen, Sandra Jenkins (x)
- Männer: Brad Gushue, Mark Nichols, Russ Howard, Jamie Korab, Mike Adam (x)

### Eishockey
- Männer: Martin Brodeur, Roberto Luongo, Marty Turco, Rob Blake, Adam Foote, Jay Bouwmeester, Chris Pronger, Bryan McCabe, Wade Redden, Robyn Regehr, Joe Sakic, Jarome Iginla, Simon Gagné, Vincent Lecavalier, Brad Richards, Martin St. Louis, Dany Heatley, Joe Thornton, Shane Doan, Todd Bertuzzi, Kris Draper, Rick Nash, Eric Staal (x), Jason Spezza (x), Dan Boyle (x)

- Frauen: Charline Labonté (Montreal Axion, NWHL), Kim St. Pierre (Québec Avalanche, NWHL), Gillian Ferrari (Brampton Thunder, NWHL), Becky Kellar (Oakville Ice, NWHL), Carla MacLeod (University of Wisconsin, WCHA), Caroline Ouellette (University of Minnesota Duluth, WCHA), Cheryl Pounder (Toronto Aeros, NWHL), Colleen Sostorics (Calgary Oval X-Treme, WWHL), Meghan Agosta (Windsor, Ontario Jr. AA), Gillian Apps (Dartmouth College, ECAC), Jennifer Botterill (Toronto Aeros, NWHL), Cassie Campbell (Calgary Oval X-Treme, WWHL), Danielle Goyette (Calgary Oval X-Treme, WWHL), Jayna Hefford (Brampton Thunder, NWHL), Gina Kingsbury (Montréal Axion, NWHL), Cherie Piper (Dartmouth College, ECAC), Vicky Sunohara (Brampton Thunder, NWHL), Sarah Vaillancourt (Harvard University, ECAC), Katie Weatherston (Dartmouth College, ECAC), Hayley Wickenheiser (Calgary Oval X-Treme, WWHL), Sami Jo Small (x), Delaney Collins (x)

### Eiskunstlauf
Herren
- Jeffrey Buttle – Bronze
- Emanuel Sandhu – 13. Rang
- Shawn Sawyer – 12. Rang

Damen
- Mira Leung – 12. Rang
- Joannie Rochette

5. Platz – 167,27 Pkt.
Paarlauf
- Jessica Dubé / Bryce Davison

10. Platz – 159,71 Pkt.
- Valerie Marcoux / Craig Buntin

11. Platz – 158,21 Pkt.
Eistanz
- Marie-France Dubreuil / Patrice Lauzon – zurückgezogen
- Megan Wing / Aaron Lowe – 11. Rang

### Eisschnelllauf
Herren
- Arne Dankers
5000 m: 5. Platz – 6:21,26 min; +6,58 s
- Steven Elm
5000 m: 22. Platz – 6:41,53 min; +26,85 s
- Mike Ireland
- Vincent Labrie
- Brock Miron
- Denny Morrison
- François-Olivier Roberge
- Justin Warsylewicz
5000 m: 24. Platz – 6:43,74 min; +29,06 s
- Jeremy Wotherspoon

Damen
- Kristina Groves, Clara Hughes, Cindy Klassen, Krisy Myers, Christine Nesbitt, Shannon Rempel, Kerry Simpson, Kim Weger

### Freestyle-Skiing
Herren
- Jeff Bean
- Alexandre Bilodeau
- Marc-André Moreau
- Kyle Nissen
- Steve Omischl
- Warren Shouldice

Damen
- Veronika Bauer
- Deidra Dionne
- Jennifer Heil
Buckelpiste: Goldmedaille; 26,50 Punkte im Finale
- Amber Peterson
- Kristi Richards
Buckelpiste: 7. Platz; 23,30 Punkte im Finale
- Audrey Robichaud
Buckelpiste: 8. Platz; 23,10 Punkte im Finale
- Stéphanie St-Pierre
Buckelpiste: 12. Platz; 22,52 Punkte im Finale

### Rennrodeln
- Männer: Grant Albrecht, Jeffrey Christie, Ian Cockerline, Samuel Edney, Chris Moffat, Mike Moffat, Eric Pothier
- Frauen: Alex Gough, Regan Lauscher, Meaghan Simister

### Shorttrack
Herren
- Éric Bédard
1000 m: im Halbfinale disqualifiziert
5000 m Staffel: Silbermedaille
- Jonathan Guilmette
5000 m Staffel: Silbermedaille
- Charles Hamelin
1500 m: 4. Platz
5000 m Staffel: Silbermedaille
- François-Louis Tremblay
1000 m: im Viertelfinale disqualifiziert
5000 m Staffel: Silbermedaille
- Mathieu Turcotte
1500 m: B-Finale und insgesamt 6. Platz
5000 m Staffel: Silbermedaille

Damen
- Alanna Kraus, Anouk Leblanc-Boucher, Amanda Overland, Kalyna Roberge, Tania Vicent

### Skeleton
Herren
- Paul Boehm
4. Platz; 1:57,06 min; +1,18 s
- Duff Gibson
Goldmedaille; 1:55,88 min
- Jeff Pain
Silbermedaille; 1:56,14 min; +0,26 s

Damen
- Lindsay Alcock
10. Platz; 2:02,85 min; +3,02 s
- Mellisa Hollingsworth-Richards
Bronzemedaille; 2:01,41 min; +1,58 s

### Ski alpin
- Brigitte Acton
- Patrick Biggs
- François Bourque
Abfahrt, Männer: 16. Platz – 1:50,70 min
Alpine Kombination, Männer: 21. Platz – 3:14,25 min
- Emily Brydon
Abfahrt, Damen: 20. Platz – 1:58,97 min
- Allison Forsyth
- Thomas Grandi
- Erik Guay
- Michael Janyk
- John Kucera
Abfahrt, Männer: 27. Platz – 1:51,55 min
Alpine Kombination, Männer: 17. Platz – 3:13,26 min
- Sherry Lawrence
Abfahrt, Damen: 27. Platz – 2:00,47 min
- Manuel Osborne-Paradis
Abfahrt, Männer: 13. Platz – 1:50,45 min
Alpine Kombination, Männer: nicht angetreten zum Slalom (2. Lauf)
- Jean-Philippe Roy
- Shona Rubens
Abfahrt, Damen: 26. Platz – 2:00,30 min
- Ryan Semple
Alpine Kombination, Männer: ausgeschieden im Slalom (1. Lauf)
- Geneviève Simard
- Kelly VanderBeek
Abfahrt, Damen: 24. Platz – 1:59,63 min

### Ski nordisch

#### Langlauf
- Männer: Sean Crooks, Drew Goldsack, George Grey, Chris Jeffries, Devon Kershaw, Dan Roycroft, Phil Widmer
- Frauen: Amanda Ammar, Chandra Crawford, Sara Renner, Beckie Scott, Milaine Thériault

#### Skispringen
- Gregory Baxter, Graeme Gorham, Jason Myslicki, Michael Nell, Stefan Read

#### Nordische Kombination
- Jason Myslicki
Einzel (Normalschanze K106/15 km): 41. Platz, +6:36,4 min
- Max Thompson
Einzel (Normalschanze K106/15 km): 44. Platz, +8:13,2 min

### Snowboard
- Männer: Crispin Lipscomb, Justin Lamoureux, Drew Neilson, Tom Velisek, Jasey-Jay Anderson, François Boivin, Philippe Berubé, Hugo Lemay, Brad Martin
- Frauen: Maëlle Ricker, Mercedes Nicoll, Alexa Loo, Erin Simmons, Dominique Maltais, Sarah Conrad, Dominique Vallée

(x) – Ersatz